# The Frustrated
The Frustrated è il nono album in studio del gruppo rock giapponese Glay, pubblicato nel 2004.

## Tracce
1. Highcommunications - 4:13
2. The Frustrated - 3:47
3. All I Want - 4:30
4. Beautiful Dreamer - 4:30
5. Blast - 4:23
6. Ano Natsu Kara Ichiban Tooi Basho (あの夏から一番遠い場所?) - 5:41
7. Mugen no déjà vu Kara (無限のdéjà vuから?) - 4:18
8. Toki no Shizuku (時の雫?) - 7:23
9. Billionaire Champagne Miles Away - 3:38
10. Coyote, Colored Darkness - 3:36
11. Bugs in My Head - 3:43
12. Runaway Runaway - 4:11
13. Street Life - 5:43
14. Minamigochi (南東風（みなみごち）?) - 5:20